# Halichoeres bleekeri
 Halichoeres bleekeri és una espècie de peix de la família dels làbrids i de l'ordre dels perciformes.

## Morfologia
Els mascles poden assolir els 12,2 cm de longitud total.

## Distribució geogràfica
Es troba des del Japó fins a les Filipines.